# 284ª Squadriglia
La 284ª Squadriglia fu un reparto attivo nel Corpo Aeronautico del Regio Esercito (Prima guerra mondiale).

## Storia

### Prima guerra mondiale
Nella prima parte del 1918 alla 14ª Sezione FBA di stanza al porto di Trapani, sull'isolotto Zavorra con l'hangar in completamento dove erano di stanza anche gli idrovolanti francesi, arrivano 3 FBA Type H per 3 piloti.
In maggio dispone di 3 FBA Gallinari e 3 FBA dell'Aeronautica Ducrot.
In luglio la 284ª Squadriglia svolge 73 voli ma gli FBA Gallinari manifestano problemi di costruzione superiori ai problemi di scarsa qualità dei semilavorati dei Ducrot.
Il 15 agosto dispone di 7 piloti per 4 FBA e dal 17 settembre non ha aerei operativi.
Alla fine della guerra dispone di 9 piloti dell'Esercito.
Nel conflitto ha svolto 375 missioni nel 1918.

### Seconda guerra mondiale
All'8 settembre 1943 era nel 131º Gruppo Aerosiluranti dell'Aeroporto di Siena-Ampugnano con 3 S.M.79 nella 3ª Squadra aerea.